# 瓜伊乌巴
瓜伊乌巴是巴西塞阿拉州的一个市镇。总面积267.203平方公里，总人口22313人，人口密度83.5人/平方公里。